# Libau (Schiff)
Die Libau wurde als Castro in England gebaut. Sie wurde zu Beginn des Ersten Weltkriegs im Kaiser-Wilhelm-Kanal von Deutschland erbeutet und in Libau umbenannt. Getarnt als norwegisches Schiff Aud war sie ein Blockadebrecher der Kaiserlichen Marine, der im April 1916 unter Leutnant zur See der Reserve Karl Spindler an die Westküste von Irland entsandt wurde, um eine Waffen- und Sprengstoffladung für die Teilnehmer des irischen Osteraufstands zu liefern.
Das Unternehmen wurde vom Nachrichtendienst des Admiralstabs, dem deutschen Marinenachrichtendienst, durchgeführt. Aufgrund von Kommunikationsdefiziten wurde die Libau in Fenit Harbour in der Tralee-Bucht von den Rebellen nicht aufgenommen. Auf der Flucht vor Wachfahrzeugen der Royal Navy wurde die Libau vor Queenstown am 22. April 1916 von ihrer Besatzung selbstversenkt. Die Besatzung geriet in britische Kriegsgefangenschaft. Zusammen mit den Dampfern Rubens, Marie und Equity war die Libau eines von vier Hilfsschiffen, die im Ersten Weltkrieg vom Nachrichtendienst des Admiralstabs zu geheimen Waffentransporten ins Ausland benutzt wurden.

## Einsatz als Blockadebrecher

### Planungen
Am 8. November 1915 erfolgte durch den Großen Generalstab eine Anfrage beim Admiralstab, ob die Marine in der Lage sei, einen größeren Waffentransport über See nach Irland durchzuführen. Auslöser für die Anfrage war der Bericht eines deutschen Geheimagenten in New York, der Kontakte zur dortigen irischen Untergrundbewegung um John Devoy (1842–1928) besaß, der seit Jahrzehnten mit Irischen Republikanischen Bruderschaft in Irland den bewaffneten Aufstand plante. Der Generalstab war ein unbedingter Befürworter einer irischen Revolution. Er spekulierte darauf, dass ein Aufstand die britische Seite zu massiven Truppenentsendungen auf die Insel zwingen würde, und versprach sich davon eine Entlastung der deutschen Westfront.
Die Marine stand dem Unternehmen von Anfang an skeptisch gegenüber. Gegen eine derartige Operation sprachen sowohl gravierende logistische Schwierigkeiten als auch Bedenken wegen eines möglichen Verrats von irischer Seite. Der Einsatz von U-Booten kam aufgrund ihrer mangelnden Ladekapazität nicht in Frage. Außerdem waren die Boote aufgrund des laufenden U-Boot-Kriegs praktisch unentbehrlich und durften nach Ansicht der Marine nicht für fragwürdige Geheimdienstoperationen aufs Spiel gesetzt werden.
Das Kommando der Hochseeflotte in Wilhelmshaven erstellte daraufhin Ende 1915 eine Expertise. Danach sollten drei bei Kriegsausbruch in Deutschland beschlagnahmte britische Fischdampfer, die in Geestemünde lagen, für den Transport benutzt werden. Als Besatzung wurden britische Kriegsgefangene irischer Herkunft vorgeschlagen, die sich für das Unternehmen eventuell zur Verfügung stellen würden, um den Aufstand zu unterstützen.
Dieser Plan hatte den Vorzug, dass die Schiffe samt Besatzungen in Irland verbleiben konnten und sich damit ein erneuter Durchbruch durch die britische Nordseeblockade vermeiden ließ. Doch bei der Begutachtung der Trawler in Geestemünde stellte sich heraus, dass diese lediglich gut 6000 der vorgesehenen 20.000 Gewehre transportieren konnten.
Doch erst Ende Februar/Anfang März 1916 erhielt der Admiralstab sichere Informationen, dass zu Ostern tatsächlich ein größerer irischer Aufstand stattfinden sollte. Gleichzeitig meldete sich beim Admiralstab der in Deutschland residierende irische Exilpolitiker Sir Roger Casement und bot sich an, einen eventuellen Waffentransport auf einem U-Boot zu begleiten. Um den 13. März 1916 herum stand definitiv fest, dass der Aufstand durchgeführt werden sollte. Casement plante allerdings, die Führer des Aufstands in Dublin zum Abbruch des Unternehmens zu bewegen, da er eine bewaffnete Rebellion aufgrund der Rahmenbedingungen für völlig aussichtslos hielt.
Am 17. März 1916 fand beim Admiralstab in Berlin die zentrale Sitzung zur Durchführung des Unternehmens mit den wichtigsten Vertretern von Admiralstab, dem Kommando der Hochseeflotte, dem Reichsmarineamt und der Marinestation der Nordsee statt. Der Nachrichtendienst des Admiralstabs war durch Kapitänleutnant der Reserve der Seewehr Egon Kirchheim vertreten; er war für die operative Durchführung des Unternehmens verantwortlich.
Kirchheim teilte den Konferenzteilnehmern mit, dass die Verwendung von Fischdampfern ausgeschlossen sei. Stattdessen wurde ein kleiner Dampfer vorgesehen, der aus Tarnungsgründen britischer Herkunft sein sollte. Die Beschaffung eines derartigen Fahrzeugs war kein Problem, da bei Kriegsausbruch zahlreiche britische Handelsschiffe in deutschen Gewässern beschlagnahmt worden waren.
Unmittelbar darauf wurde die in Hamburg aufliegende britische Castro für das Unternehmen übernommen und in Wilhelmshaven umgehend in Stand gesetzt. Anschließend wurde das Schiff durch den Kaiser-Wilhelm-Kanal in die Ostsee verlegt. Die gesamte Besatzung des nun in Libau umbenannten Dampfers bestand aus Reservisten und Angehörigen der Seewehr. Der Kommandant, Leutnant zur See der Reserve Karl Spindler, war ein erfahrener Navigator und Offizier der Handelsmarine.
Der Name Libau selbst war ein Ablenkungsmanöver sowohl gegenüber Marineangehörigen als auch mutmaßlichen Spionen; angeblich war der Dampfer für Transportaufgaben für eine deutsche Firma im besetzten Libau, damals Kurland, heute Lettland, vorgesehen.

### Die Fahrt derLibau

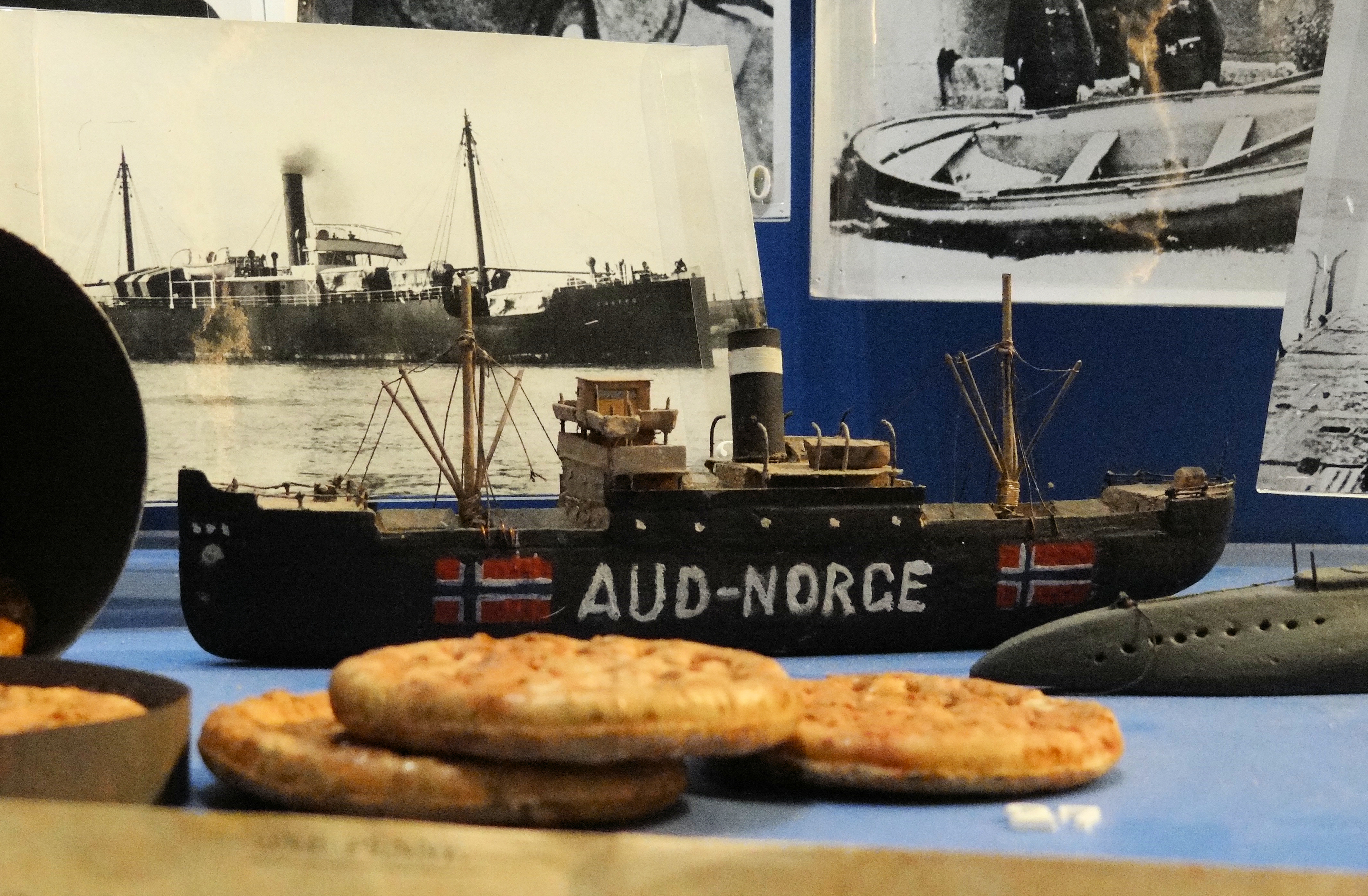
Modell der Libau, getarnt als Aud, und Foto der Castro, im Museum in Cork

Am 9. April 1916 lief die Libau aus Warnemünde nach Fenit Harbour aus, heute Teil der Stadt Tralee. Die Ladung bestand aus 20.000 russischen Beutegewehren vom Typ Mosin-Nagant sowie zehn russischen Maschinengewehren vom Typ Maxim samt Munition und offenbar auch 400 kg Sprengstoff für Sabotagezwecke. Die Gewehre waren entgegen späteren britischen Propagandameldungen praktisch fabrikneu und stammten aus Arsenalen in Russisch-Polen, die beim deutschen Vormarsch an der Ostfront erbeutet worden waren.
Die Libau selbst war als Hilfsschiff unbewaffnet und verfügte auch über keine Funktelegraphie, was bei Handelsdampfern ihrer geringen Größe aber seinerzeit üblich war. Eine Funkanlage war aber auch nicht notwendig, da es sich um ein reines Transportunternehmen handelte und die Aufständischen ohnehin nicht über Funkanlagen verfügten. Der Dampfer sollte in der Tralee-Bucht mit U 19 zusammentreffen, die Casement und zwei Begleiter transportierte.
Doch für den Waffentransport war das Zusammentreffen mit dem U-Boot ohne Relevanz. Als Zeitfenster für die Waffenübergabe war der 20. bis 23. April 1916 vorgesehen. Unklar war jedoch, wie der Dampfer, ohne britischen Bewachern aufzufallen, bis zu drei Tage vor der Küste kreuzen sollte. Ungeklärt war auch, wie die Ladung gelöscht werden sollte, denn technisch war dies nur an der Pier von Fenit Harbour möglich. Dies setzte aber voraus, dass sich der Hafen bei der Landung bereits in der Hand der Aufständischen befand.
Nach dem Auslaufen aus Warnemünde wurde die Libau als norwegischer Dampfer Aud getarnt und an Backbord und Steuerbord die norwegische Flagge und der Schiffsname gemalt. Die echte Aud, 1907 in Bergen vom Stapel gelaufen, war mit 1.102 t Größe etwas kleiner als die Libau, sah ihr aber äußerlich recht ähnlich. Zur Abdeckung der Tarnung verfügte Spindler über gefälschte Schiffspapiere und die gesamte Besatzung über norwegische Legenden. Die Aud selbst war der Legende nach auf dem Weg nach Genua.

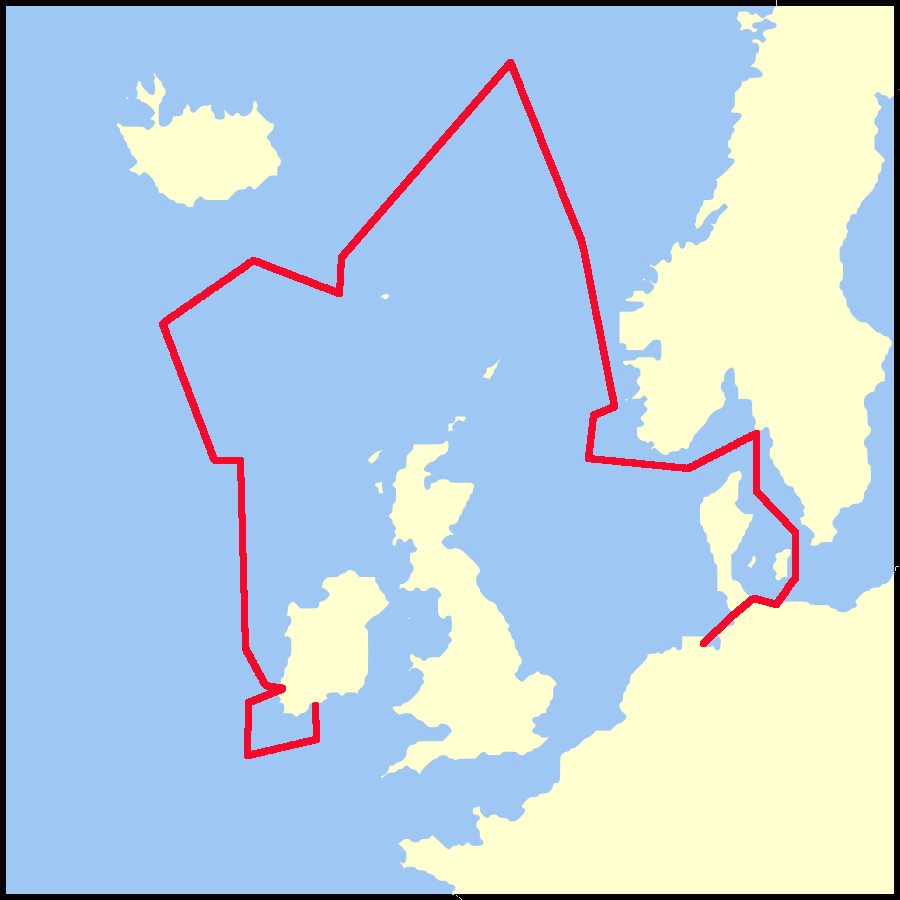
Ungefähre Route der Libau im März und April 1916 (nach Spindler, Das geheimnisvolle Schiff)

Die elftägige Fahrt der Libau führte zuerst dicht entlang der norwegischen Küste nach Norden, um die britische Blockadelinie zu durchbrechen. Auf der Höhe von Island drehte sie nach Süden ab und brach auf dem halben Weg zwischen Island und den Färöer-Inseln in den Nordatlantik durch, passierte Rockall und nahm Kurs auf die irische Westküste. Auf der Reise begegnete sie mehreren britischen Hilfskreuzern, doch schöpften diese keinen Verdacht. Allerdings wurde dieser Seeweg stark von Schiffen von und nach den neutralen Staaten Norwegen, Dänemark und Schweden frequentiert; außerdem herrschte während der Reise der Libau meist stürmisches Wetter, so dass die Wachfahrzeuge in ihrer Kontrolltätigkeit stark behindert waren.
Die Libau geriet kurz vor dem Ende der Fahrt in einen Hurrikan, bei dem ein Teil ihrer Decksladung aus Holz über Bord ging. Doch traf sie wohlbehalten am Nachmittag des 20. April 1916 in der Tralee-Bucht ein, was auch durch die Berichte britischer Wachposten bestätigt wird, die das Schiff sofort sichteten. Laut Befehl sollte sich Spindler bis zum 23. April 1916 in der Tralee-Bucht aufhalten, um die Waffen zu übergeben. Danach stand es ihm offen, nach eigenem Ermessen in den Hafen einzulaufen oder aber nach Deutschland zurückzukehren. Im Notfall war ihm überlassen, einen neutralen Hafen in Norwegen oder Dänemark anzulaufen. Dies galt auch für den Fall der gelungenen Übergabe der Waffen und etwaigen Komplikationen mit britischen Wachfahrzeugen auf der Rückreise.
Als weitere Möglichkeit stand Spindler offen sein Schiff nach dem Entladen seiner Fracht als Handelskreuzer zu verwenden und im Atlantik auf Jagd nach feindlichen Handelsschiffen zu gehen. Das war denn auch der Plan, den der Kommandant umsetzen wollte. Dafür hatte er die Erlaubnis seiner Vorgesetzten erhalten und schon einen Tag vor dem Eintreffen in der Tralee-Bucht dafür auch die leichten Umrüstungen der Libau durchgeführt. So wurden aus Holz vier 10,5-cm-Geschütze gebaut für eine Aufstellung an Deck, von denen der Gegner bei ihrer Ansicht ja nicht wissen konnte, dass es sich nur um Attrappen handelte, und ähnliche Täuschungsmaßnahmen waren vorbereitet worden, um mit Hilfe der List, den unbewaffneten Frachter als ein Kriegsschiff erscheinen zu lassen, dem ein Handelsschiff keinen Widerstand leisten würde, Beute zu machen.

### Transport von Casement
Casement und zwei Begleiter waren von Berlin aus per Eisenbahn nach Wilhelmshaven gereist und schifften sich dort am 12. April 1916 auf U 20 unter Kapitänleutnant Walther Schwieger ein. Doch eineinhalb Tage nach der Ausreise trat bei U 20 eine Havarie am Tiefenruder auf, die Kommandant Schwieger zwang, Helgoland anzulaufen. Auf Helgoland fand ein fliegender Wechsel auf U 19 unter Oberleutnant zur See Raimund Weisbach statt, das die drei Passagiere übernahm.
Unerklärlicherweise übergab Schwieger angeblich nicht den Originalbefehl, sondern teilte Weisbach, der bis wenige Tage zuvor auf U 20 Wachoffizier gewesen war, die Einzelheiten, vor allem den geplanten Übergabezeitpunkt, nur mündlich mit. Angeblich hatte Schwieger den Originalbefehl bereits aus Sicherheitsgründen vernichtet. Sicher ist lediglich, dass U 19 die Libau in der Nacht zum 21. April 1916 vor dem Eiland Inishtooskert in der Tralee-Bucht nicht antraf und Casement und seine Begleiter auf eigenen Wunsch mit einem Dingi an der Küste aussetzte. Bereits am Morgen des 21. April wurde Casement von der Royal Irish Constabulary (RIC) verhaftet. Er wurde nach einem Prozess, in dem er wegen Hochverrats, Sabotage und Spionage angeklagt und verurteilt wurde, am 3. August 1916 in London hingerichtet.

### Die Selbstversenkung derLibau
Für Spindler waren das Zusammentreffen mit dem U-Boot und eine Kontaktaufnahme mit Casement im Zusammenhang mit seiner eigentlichen Aufgabe ohne Bedeutung. Über die Kontakte in den USA war mit den Rebellen eine Abmachung getroffen worden, dass zwischen dem 20. und 23. April in der Bucht ein Lotsenfahrzeug zur Verfügung stehen sollte.
Tatsächlich stand mit dem erst 19 Jahre alten Mortimer „Murt“ O’Leary der Lotse bereit, der die Libau als Aud auch bereits am Tag ihres Eintreffens in der Tralee-Bucht, dem 20. April 1916, ausgemacht hatte. Doch O’Leary besaß keinerlei Informationen über das Aussehen des zu erwartenden Schiffs. Außerdem erwarteten er und seine Führungsoffiziere die Ankunft eines oder mehrerer Transporter frühestens am 23. April 1916, den Tag vor dem Ostersonntag als Stichtag des Aufstands. Er hatte außerdem strikte Anweisung, vor diesem Datum kein anderes Schiff zu kontaktieren.
O’Leary schloss außerdem nicht aus, dass die angebliche Aud eventuell eine britische U-Boot-Falle, ein so genanntes Q-Schiff, war, die auch in westirischen Gewässern operierten. Er befürchtete daher, bei einer Ansprache der angeblichen Aud von britischer Seite enttarnt zu werden; daher unterblieb eine Kontaktaufnahme. Die Ursache für diese Kommunikationsmängel lag in den komplizierten Nachrichtenverbindungen zwischen John Devoy in den USA, den Aufstandsführern in Irland sowie der Verbindung zwischen Devoy und dem Generalstab und dann der Marine.
Spindlers Lage in der Tralee-Bucht wurde bereits am 21. April 1916 unhaltbar, als er durch das britische Bewachungsfahrzeug Setter II, einen ehemaligen Fischkutter, überprüft wurde. Zwar gelang es Spindler, dessen Kommandanten zu täuschen, er erkannte jedoch, dass jeder weitere Aufenthalt in der Tralee-Bucht unweigerlich zur Enttarnung führen musste, da ihm der Kommandant selbst mitteilte, dass ein deutsches Waffenschiff erwartet wurde.
Unmittelbar darauf sichtete Spindler ein weiteres Bewachungsfahrzeug, den Kriegstrawler Lord Heneage, der im Gegensatz zu Setter II auch Funktelegraphie sowie klare Instruktionen besaß, den inzwischen von Wachposten an Land als verdächtig eingestuften Norweger zu überprüfen. Außerdem hatte die RIC inzwischen das Dinghi, mit dem Casement und seine Begleiter an Land gekommen waren, gefunden und diesen Sachverhalt sofort an die Royal Navy weitergemeldet, da nun klar war, dass sich entweder ein deutsches U-Boot oder ein Überwasserschiff vor der Küste aufhalten musste. Der britischen Admiralität war ohnehin seit März bekannt, dass ein oder mehrere deutsche Waffentransporter nach Irland eingesetzt werden sollten, nur besaß sie keine Informationen über den Charakter des oder der Schiffe selbst.
Gegen Mittag des 21. April 1916 verließ die Libau die Bucht mit äußerster Kraft, um sich einer Kontrolle durch die Lord Heneage zu entziehen. Über Funk meldete der Trawler anderen vor der Küste operierenden Einheiten der Royal Navy die Flucht des verdächtigen Fahrzeugs, und bereits um 18.15 Uhr am 21. April 1916 wurde die Libau von der Sloop Bluebell abgefangen.
Doch Spindler gab die Hoffnung auf ein Entkommen nicht auf. Er spekulierte darauf, dass die Bluebell ein Prisenkommando übersetzen und sich dann entfernen würde, um weiteren Bewachungsaufgaben im U-Boot-Krieg nachzukommen. Die Überwältigung des Kommandos wäre für die Libau-Besatzung kein Problem gewesen, da die dafür notwendigen Handfeuerwaffen bereits an ausgewählten Stellen platziert waren. Doch der kommandierende Admiral der Region, Sir Lewis Bayly, rechnete mit einem derartigen Plan und untersagte dem Kommandanten der Bluebell per Funk ausdrücklich die Entsendung eines Prisenkommandos.
Spindler wurde durch einen Warnschuss und Signale der Bluebell angewiesen, Queenstown anzulaufen. In dieser Situation blieb ihm nur noch die Selbstversenkung, um die auch für die britische Seite wertvolle Waffenladung nicht in ihre Hände fallen zu lassen. Am Samstag, dem 22. April 1916, um 09.28 Uhr, zündete die Besatzung der Libau in der Nähe des Daunt Rock Feuerschiffs (51° 43′ 30″ N, 8° 17′ 30″ W) südöstlich von Queenstown Sprengpatronen; um 09.40 Uhr sank das Schiff. Die Männer waren rechtzeitig in die Boote gestiegen, wurden kurz darauf von der Bluebell aufgenommen und gerieten in Kriegsgefangenschaft.

## Verbleib der Besatzung und Folgen
Die Besatzung wurde nach England transportiert und bei Scotland Yard von Admiral William Reginald Hall verhört. „Blinker“ Hall war von 1914 bis 1919 Director of Naval Intelligence (DNI), also des britischen Marinegeheimdienstes, und gleichzeitig zuständig für die Dechiffrierabteilung, intern „Room 40“ genannt. Nach den Verhören wurde die Besatzung auf verschiedene Kriegsgefangenenlager verteilt; Spindler nach Donington Hall. Besatzung und Offiziere wurden schließlich gegen Abgabe des Ehrenworts in den Niederlanden interniert.
Spindler veröffentlichte bereits 1921 seine Memoiren: Das geheimnisvolle Schiff. Blockadedurchbruch S. M. Hilfskreuzer „Libau“ zur irischen Revolution; parallel erschien die englische Version unter dem Titel: Gun Running for Casement, das zehn Jahre später unter dem Titel: The Mystery of the Casement Ship. With authentic documents by the commander of the „Aud“, neu ediert wurde. Das Werk wurde in mehrere Sprachen übersetzt. Spindlers Angaben treffen, wie inzwischen durch die Einsicht britischer Quellen feststeht, weitgehend zu. Tatsächlich hatte das Hilfsschiff eine reine Transportaufgabe und war vom Admiralstab nie für den Kreuzerkrieg vorgesehen gewesen und daher auch nicht bewaffnet. Spindler schrieb in seinen Memoiren, er habe die Absicht gehabt, nach Erledigung seines Auftrages Handelskrieg im Atlantik zu führen. Eine entsprechende Erlaubnis sei ihm erteilt worden. Demnach sollte eines der Maschinengewehre der Ladung an Bord verbleiben. Durch hölzerne Artillerie-Attrappen, Knallkörper und MG-Beschuss sollten kleinere Handelsschiffe gestoppt werden. Auch erst im Untertitel des Buches auf den Innenseiten heißt es Blockadedurchbruch S. M. Hilfskreuzer „Libau“ zur irischen Revolution. Danach wäre Seiner Majestät Hilfskreuzer von Beginn seiner Fahrt an ein Kriegsschiff gewesen, was es aber erst nach Setzen der Kriegsflagge mit seiner rein militärischen Besatzung geworden wäre. Tatsächlich aber ging die Libau mit gesetzter Kriegsflagge unter.
Spindler blieb nach 1918 in der Reichsmarine und wanderte Anfang der 1930er Jahre in die USA aus.
Zum 50. Jahrestag des Osteraufstands im Jahr 1966 lud die irische Regierung überlebende Besatzungsmitglieder der Libau und von U 19 ein. Von der Libau reisten die ehemaligen Heizer Jans Dunker (1891–1978) und Friedrich Schmitz (1892–1977) sowie der ehemalige Maschinistenmaat Wilhelm Augustin (1890–1972) nach Irland, von U 19 Weisbach und sein ehemaliger Erster Offizier Otto Walter (1891–1972), und nahmen an den Feierlichkeiten teil.

## Das Wrack
Das Wrack der Libau wurde bereits im Mai/Juni 1916 mehrmals von britischen Tauchern untersucht, die einige Gewehre, Munition, zwei Sprengsätze und Ausrüstungsgegenstände bargen. Dazu gehörte auch die Reichskriegsflagge der Libau, die bei ihrer Selbstversenkung gehisst worden war, um ihren Charakter als Kriegsfahrzeug zu dokumentieren. Diese Flagge befindet sich heute im Imperial War Museum in London.
Durch die Strömung wurde das Wrack der Libau versetzt; zeitweise war seine Position unbekannt. Es wurde 1974 durch den Taucher John Kelleher wieder aufgefunden. Am 16. Juni 2006 wurde am Wrack zum 90. Jahrestag des Osteraufstands durch den Taucher Ian Kelleher eine Plakette zur Erinnerung an die Fahrt der Libau angebracht. Sie trägt die Aufschrift:
In Remembrance of Sir Roger Casement,

Captain Spindler and the Crew of the AUD.

Men who in 1916 risked/lost their lives for Irish Liberty.

Thank you all
Das Wrack der Libau ist Eigentum der Bundesrepublik Deutschland, wie die deutsche Botschaft in Dublin in einem Brief an den irischen Autoren George Alexander Clayton vom 23. März 2006 bestätigt hat. Claytons gut 900 Seiten umfassendes Werk AUD, das 2007 in Plymouth erschien, basiert auf akribischen Recherchen in Großbritannien, Deutschland, Irland und den Vereinigten Staaten und repräsentiert zurzeit den Forschungsstand zur Geschichte der Libau und ihrer Involvierung in den Osteraufstand.
Der tatsächliche Name der Libau war 50 Jahre nach ihrem Untergang sogar in Deutschland in Vergessenheit geraten. Als die Nordwest-Zeitung in Oldenburg in ihrer Ausgabe vom 12. April 1966 über die Teilnahme der fünf deutschen Kriegsveteranen an den irischen Feierlichkeiten berichtete, wurde die Libau durchgehend fälschlicherweise als Aud bezeichnet.
Am 19. Juni 2012 wurden durch die Taucher Eoin McGarry und Laurence Dunne aus 36 Meter Tiefe zwei Anker geborgen, die nach der Restauration öffentlich ausgestellt werden sollen.

## Das Schicksal der echtenAud
Die echte Aud wurde wie ihr Alias ebenfalls ein Opfer des Ersten Weltkriegs. Sie wurde am 30. November 1916 unter Kapitän Andreas Stehen aus Bergen von UB 18 unter Kapitänleutnant Claus Lafrenz auf einem Kohlentransport von Cardiff nach Lissabon nördlich von Cornwall gestoppt und untersucht. Lafrenz erklärte die Ladung für Konterbande; die Besatzung musste daraufhin in den Rettungsbooten das Schiff verlassen. Die Aud wurde mit Sprengpatronen gesprengt und zur Beschleunigung des Untergangs unter Geschützfeuer genommen. Sie sank neun Seemeilen nordwestlich des Godrevy Lighthouse. Ihre Besatzung wurde kurz darauf von dem spanischen Dampfer Alu Mendi unter Kapitän J. De Foran aus Bilbao aufgenommen, der ebenfalls von UB 18 angehalten, aber wieder entlassen worden war, und kehrte wohlbehalten nach Norwegen zurück.

## Filme
- Sir Roger Casement (TV-ZDF 1968, Regie: Hermann Kugelstadt). Die Reise der Libau wird in diesem Dokumentarspiel ausführlich nachgezeichnet.